# Jingu (socken)
Jingu (kinesiska: 金鼓乡, 金鼓) är en socken i Kina. Den ligger i provinsen Sichuan, i den sydvästra delen av landet, omkring 120 kilometer nordost om provinshuvudstaden Chengdu. Antalet invånare är 6 852. Befolkningen består av 3 336 kvinnor och 3 516 män. Barn under 15 år utgör 16,0 %, vuxna 15-64 år 67 %, och äldre över 65 år 16,0 %.
Genomsnittlig årsnederbörd är 1 308 millimeter. Den regnigaste månaden är juli, med i genomsnitt 331 mm nederbörd, och den torraste är december, med 4 mm nederbörd.